# Rete tranviaria di Jevpatorija
La rete tranviaria di Jevpatorija è la rete tranviaria che serve la città ucraina di Jevpatorija.

## Storia
La sua prima linea è entrata in funzione nel 1914.

## Rete
La rete è costituita da quattro linee per un totale di 20 km.